# Гусенко Павло Якович
Гусенко Павло Якович 3 (16) липня 1914 — 20 вересня 1944 — Гвардії капітан, командир ескадрильї, Герой Радянського Союзу, учасник боїв на Халкін-Голі, Радянсько-фінської війни і Німецько-радянської війни.

## Біографія
Гусенко Павло Якович народився 3 (16) липня 1914 року в місті Катеринослав. Закінчив залізничний технікум, працював електриком на заводі. У 1936 році був покликаний в Червону Армію, у 1938 році закінчив Ворошиловградську військову авіаційну школу.

## Участь у Великій Вітчизняній війні
Учасник Німецько-радянської війни з червня 1941 року.
Воював на Волховському,Північно-Західному, Ленінградському, Калінінському, Воронезькому, Степовому, 1-му і 2-му Українських фронтах у складі 81-го гвардійського бомбардувального авіаційного полку (1-а гвардійська бомбардувальна авіаційна дивізія, 2-й гвардійський бомбардувальний авіаційний корпус (першого формування), 5-а повітряна армія). Пройшов шлях від командира ланки до командира ескадрильї бомбардувальників-пікіровщиків. Здійснив близько 200 бойових вильотів, в результаті яких знищив багато живої сили і техніки противника.
2 червня 1944 року командир полку представив П. Я. Гусенко до присвоєння звання Героя Радянського Союзу. Указом Президії Верховної Ради СРСР від 26 жовтня 1944 року за зразкове виконання бойових завдань командування на фронті боротьби з німецько-фашистськими загарбниками і проявлені при цьому відвагу і мужність гвардії капітану Гусенко Павлу Яковичу було присвоєно звання Героя Радянського Союзу.
Але він не дожив до цього дня. 20 вересня 1944 при завдаванні бомбового удару в районі залізничного вузла міста Пряшів його літак був підбитий вогнем зенітної артилерії противника. Гвардії капітан Гусенко направив свій палаючий літак на ворожий ешелон і загинув смертю героя. Похований у селищі Залєсє (Польща). 27 вересня 1944 р. за здійснений подвиг був повторно представлений до звання Героя Радянського Союзу. За цим поданням нагороджений орденом Вітчизняної війни I ступеня (наказ 2-ї повітряної армії № 18/н від 30 серпня 1946 р.)

## Нагороди
- Медаль «Золота Зірка»;
- орден Леніна;
- два Ордени Червоного Прапора;
- два Ордени Вітчизняної війни 1-го ступеня;

## Пам'ять
- Ім'ям Героя названа вулиця Дачна (південна частина Гоголівської) в Дніпрі.
- Меморіальна дошка на будинку школи №23 в Дніпрі.
- Меморіальна дошка на будівлі залізничного технікуму в Дніпрі.
- Навічно зарахований до списків військової частини.